# Patinage de vitesse sur piste courte aux Jeux olympiques de 2014 - 1 500 mètres hommes
Navigation
Vancouver 2010 Pyeongchang 2018
L'épreuve masculine du 1 500 mètres de patinage de vitesse sur piste courte aux Jeux olympiques de 2014 a lieu le 10 février 2014 au centre de patinage artistique Iceberg, le Canadien Charles Hamelin remporte l'épreuve devant le Chinois Tianyu Han et le Russe Viktor Ahn.

## Records
| Record           | Athlète     | Pays         | Compétition       | Date             | Temps          |
| ---------------- | ----------- | ------------ | ----------------- | ---------------- | -------------- |
| Record du monde  | Noh Jin-Kyu | Corée du Sud | Shangai, Chine    | 10 décembre 2011 | 2 min 09 s 041 |
| Record olympique | Lee Jung-su | Corée du Sud | Vancouver, Canada | 13 février 2010  | 2 min 10 s 949 |

## Résultats

### Qualifications
Q — qualifié pour les demi-finales
PEN — pénalité
| Rang | Série | Athlète               | Nationalité        | Temps          | Notes |
| ---- | ----- | --------------------- | ------------------ | -------------- | ----- |
| 1    | 1     | Jack Whelbourne       | Grande-Bretagne    | 2 min 14 s 091 | Q     |
| 2    | 1     | Yuri Confortola       | Italie             | 2 min 14 s 143 | Q     |
| 3    | 1     | Sjinkie Knegt         | Pays-Bas           | 2 min 14 s 249 | Q     |
| 4    | 1     | Robert Seifert        | Allemagne          | 2 min 16 s 555 |       |
| 5    | 1     | Roberto Puķītis       | Lettonie           | 2 min 30 s 671 | ADV   |
|      | 1     | Yuzo Takamido         | Japon              |                | PEN   |
| Rang | Série | Athlète               | Nationalité        | Temps          | Notes |
| 1    | 2     | Viktor Ahn            | Russie             | 2 min 20 s 865 | Q     |
| 2    | 2     | Han Tianyu            | Chine              | 2 min 20 s 911 | Q     |
| 3    | 2     | Park Se-Yeong         | Corée du Sud       | 2 min 21 s 087 | Q     |
| 4    | 2     | Vladislav Bykanov     | Israël             | 2 min 21 s 163 |       |
| 5    | 2     | Pan-To Barton Lui     | Hong Kong          | 2 min 22 s 139 |       |
| 6    | 2     | Viktor Knoch          | Hongrie            | 2 min 47 s 714 |       |
| Rang | Série | Athlète               | Nationalité        | Temps          | Note  |
| 1    | 3     | Sin Da-Woon           | Corée du Sud       | 2 min 15 s 530 | Q     |
| 2    | 3     | J.R. Celski           | États-Unis         | 2 min 15 s 675 | Q     |
| 3    | 3     | Sébastien Lepape      | France             | 2 min 15 s 806 | Q     |
| 4    | 3     | Ryosuke Sakazume      | Japon              | 2 min 17 s 985 |       |
| 5    | 3     | Maksim Siarheyeu      | Biélorussie        | 2 min 19 s 505 |       |
| 6    | 3     | Shi Jingnan           | Chine              | 2 min 51 s 512 |       |
| Rang | Série | Athlète               | Nationalité        | Temps          | Note  |
| 1    | 4     | Charles Hamelin       | Canada             | 2 min 16 s 903 | Q     |
| 2    | 4     | Semen Elistratov      | Russie             | 2 min 16 s 904 | Q     |
| 3    | 4     | Eduardo Alvarez       | États-Unis         | 2 min 17 s 532 | Q     |
| 4    | 4     | Maxime Chataignier    | France             | 2 min 17 s 938 |       |
| 5    | 4     | Aidar Bekzhanov       | Kazakhstan         | 2 min 19 s 713 |       |
| 6    | 4     | Bence Béres           | Hongrie            | 2 min 20 s 327 |       |
| Rang | Série | Athlète               | Nationalité        | Temps          | Note  |
| 1    | 5     | Niels Kerstholt       | Pays-Bas           | 2 min 13 s 848 | Q     |
| 2    | 5     | François Hamelin      | Canada             | 2 min 13 s 935 | Q     |
| 3    | 5     | Thibaut Fauconnet     | France             | 2 min 14 s 054 | Q     |
| 4    | 5     | Sándor Liu Shaolin    | Hongrie            | 2 min 14 s 055 |       |
| 5    | 5     | Vojtěch Loudín        | République tchèque | 2 min 14 s 906 |       |
| 6    | 5     | Denis Nikisha         | Kazakhstan         | 2 min 16 s 452 |       |
| Rang | Série | Athlète               | Nationalité        | Temps          | Note  |
| 1    | 6     | Lee Han-Bin           | Corée du Sud       | 2 min 16 s 412 | Q     |
| 2    | 6     | Michael Gilday        | Canada             | 2 min 16 s 468 | Q     |
| 3    | 6     | Chen Dequan           | Chine              | 2 min 16 s 535 | Q     |
| 4    | 6     | Christopher Creveling | États-Unis         | 2 min 16 s 553 |       |
| 5    | 6     | Tommaso Dotti         | Italie             | 2 min 17 s 300 |       |
| 6    | 6     | Satoshi Sakashita     | Japon              | 2 min 18 s 298 |       |

### Demi-finales
QA — qualifié pour la finale A
QB — qualifié pour la finale B
AV — avancé
PEN — pénalité
| Rang | Série | Athlète           | Nationalité     | Temps          | Notes |
| ---- | ----- | ----------------- | --------------- | -------------- | ----- |
| 1    | 1     | Han Tianyu        | Chine           | 2 min 15 s 858 | QA    |
| 2    | 1     | Viktor Ahn        | Russie          | 2 min 16 s 000 | QA    |
| 3    | 1     | Park Se-Yeong     | Corée du Sud    | 2 min 16 s 241 | QB    |
| 4    | 1     | François Hamelin  | Canada          | 2 min 16 s 473 | QB    |
| 5    | 1     | Roberto Puķītis   | Lettonie        | 2 min 16 s 961 |       |
| 6    | 1     | Niels Kerstholt   | Pays-Bas        | 2 min 17 s 134 |       |
|      | 1     | Thibaut Fauconnet | France          |                | PEN   |
| 1    | 2     | J.R. Celski       | États-Unis      | 2 min 21 s 603 | QA    |
| 2    | 2     | Chen Dequan       | Chine           | 2 min 21 s 697 | QA    |
| 3    | 2     | Sébastien Lepape  | France          | 2 min 23 s 995 | QB    |
| 4    | 2     | Sin Da-Woon       | Corée du Sud    | 2 min 52 s 061 | QB    |
| 5    | 2     | Lee Han-Bin       | Corée du Sud    | 3 min 11 s 810 | AV    |
|      | 2     | Michael Gilday    | Canada          |                | PEN   |
| 1    | 3     | Charles Hamelin   | Canada          | 2 min 14 s 480 | QA    |
| 2    | 3     | Jack Whelbourne   | Grande-Bretagne | 2 min 14 s 635 | QA    |
| 3    | 3     | Sjinkie Knegt     | Pays-Bas        | 2 min 14 s 677 | QB    |
| 4    | 3     | Semen Elistratov  | Russie          | 2 min 14 s 783 | QB    |
| 5    | 3     | Yuri Confortola   | Italie          | 2 min 19 s 086 |       |
|      | 3     | Eduardo Alvarez   | États-Unis      |                | PEN   |

### Finales

#### Finale A
| Rang | Athlète         | Nationalité     | Temps          | Notes                |
| ---- | --------------- | --------------- | -------------- | -------------------- |
| 1    | Charles Hamelin | Canada          | 2 min 14 s 985 |                      |
| 2    | Han Tianyu      | Chine           | 2 min 15 s 055 |                      |
| 3    | Viktor Ahn      | Russie          | 2 min 15 s 062 |                      |
| 4    | J.R. Celski     | États-Unis      | 2 min 15 s 624 |                      |
| 5    | Chen Dequan     | Chine           | 2 min 15 s 626 |                      |
| 6    | Lee Han-Bin     | Corée du Sud    | 2 min 16 s 466 |                      |
| 7    | Jack Whelbourne | Grande-Bretagne |                | Pas de temps (chute) |

#### Finale B
La finale B attribue les places 8 à 13.
PEN — pénalité
| Rang | Nom              | Pays         | Temps          | Notes      |
| ---- | ---------------- | ------------ | -------------- | ---------- |
| 1    | Sébastien Lepape | France       | 2 min 21 s 483 |            |
| 2    | François Hamelin | Canada       | 2 min 21 s 592 |            |
| 3    | Sin Da-Woon      | Corée du Sud | 2 min 22 s 066 |            |
| 4    | Semen Elistratov | Russie       | 2 min 24 s 352 |            |
| 5    | Sjinkie Knegt    | Pays-Bas     | 2 min 39 s 581 |            |
| PEN  | Park Se-Yeong    | Corée du Sud |                | Non classé |